# Микулин, Иван Иванович
Иван Иванович Микулин (1942—2016) — советский и российский военачальник, начальник Управления воспитательной работы Министерства обороны Российской Федерации (1994—1995), генерал-лейтенант в отставке.

## Биография
Родился 16 февраля 1942 года в селе Новиковка Иглинского района Башкирской АССР.
В 1963 году — окончил Рязанское военное автомобильное училище.
После учёбы служил командиром транспортного взвода в Прикарпатском военном округе.
С 1964 года на политической работе в войсках.
В 1975 году — окончил Военно-политическую академию имени В. И. Ленина и был назначен начальником политотдела 6-й отдельной мотострелковой бригады ГСВГ.
С 1976 по 1981 год — начальник политотдела 21-й мотострелковой, а затем 4-й гвардейской Кантемировской танковой дивизий.
В 1983 году — окончил Военную академию Генерального штаба Вооружённых Сил СССР и продолжил службу в войсках.
В 1991 году — назначен заместителем начальника Главного военно-политического управления Вооружённых Сил СССР.
С 1991 по 1993 год — помощник главнокомандующего войсками Западной группы войск по работе с личным составом, помощник начальника Тыла Вооружённых Сил РФ по работе с личным составом, заместитель начальника Главного управления по работе с личным составом Министерства обороны РФ.
В 1994—1995 годах — начальник Управления воспитательной работы Министерства обороны РФ.
С 1994 до 2000 годы — член Совета по делам молодёжи при Президенте Российской Федерации.
Умер 2 марта 2016 года.

## Награды
- Орден «За службу Родине в Вооружённых Силах СССР» III степени
- Орден Дружбы народов
- медали